# 钙钛矿 (结构)
钙钛矿是通式ABX3结构的一类化合物，名称源自于同名矿物钙钛矿（CaTiO3，perovskite）。BiFeO3、CsPbI3也有这结构。

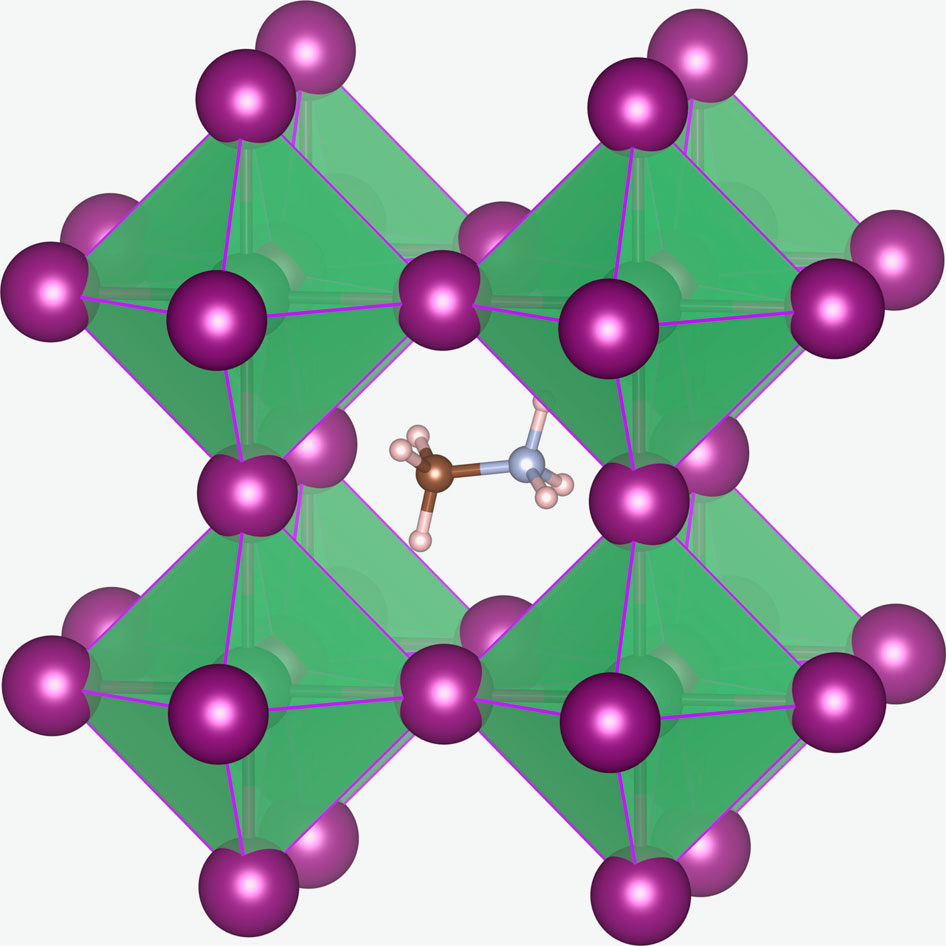
CH_{3}NH_{3}PbX_{3}（X=I，Br，Cl中的一种或多种)钙钛矿的结构。甲基铵阳离子(CH_{3}NH_{3}^{+})被PbX_{6}八面体包围。

其中A位通常为阳离子所占据，B位为铅离子Pb2+或亚锡离子Sn2+，而X位为卤素阴离子。若A位由两种阳离子混合，或X位由两种卤素阴离子占据时，则特称为混合型钙钛矿。有机阳离子也可替代钙钛矿ABX3的A组分，如有机钙钛矿CH3NH3PbBr3等。

## 判断
戈尔德施密特的容忍因子（Goldschmidt tolerance factor，以t表示）以A、B、X位的离子半径来判断任意三种（或多种）元素，或元素之间的任意比例是否能形成稳定的钙钛矿结构，并且预测晶型。若要预测混合型钙钛矿的结构，则要以有效容忍因子（teffective）来估算，同时因为A位或X位不只一种离子，则要加权离子比例来计算“估计有效离子半径”（reffective）:
| {\displaystyle r_{effective}={xr_{1}+(1-x)r_{2}}} |                              |                                     |
| r1是第一种阳（陰）离子的半径                      | r2是第二种阳（陰）离子的半径 | x是第一种与第二种阳（陰）离子的比例 |

以三碘合铅酸甲脒-铯（CsxFA1−xPbI3）为例，调整铯离子比例（x）来改变估计有效阳离子半径，进而产生不同的teffective值。
teffective＜0.8时，判断为δ相的正交钙钛矿结构。
0.8＜teffective＜1时，判断为立方钙钛矿结构。
teffective＞1时，判断为六方晶体且非钙钛矿结构。
有效容忍因子在0.94−0.98时，能使许多钙钛矿型太阳能电池有较高的性能。反之，当有效容忍因子小于0.85的混合型钙钛矿电池将有不良的光活性，而且容易形成非钙钛矿结构。

## 用途
钙钛矿材料可用于光伏器件（转换效率高达15%）、激光材料、发光二极管等应用中。
其中三碘合铅酸甲基铵（MAPbI3）的钙钛矿型太阳能电池的转换效率（PCE）比三碘合铅酸甲脒（FAPbI3）的更高。虽然甲脒的离子半径比甲基銨小，而且吸收光的频率范围较广，但是其填充因子（FF）数值值较低，因为纯三碘合铅酸甲脒在室温下的相稳定性低。在高温形成的α相三碘合铅酸甲脒，是具有光活性的钙钛矿结构，但若在室温久放，会逐渐相变为δ相三碘合铅酸甲脒，其并无光活性而且非钙钛矿结构，不能产生光生伏打效应。为了三碘合铅酸甲脒的相稳定性，可以掺入甲基銨，形成更稳定的三碘合铅酸甲脒-甲基铵（MAxFA1−xPbI3）结构。同时，三碘合铅酸甲脒-甲基铵的光致发光光谱寿命（photoluminescenc lifetime）比纯三碘合铅酸甲基铵或纯三碘合铅酸甲脒的还长，也代表其性能更高。这是因为甲基銨、CH3PH3+、CH3SH2+、與SH3+等阳离子具有较大的偶极矩，所以和PbI6八面体之间有较强的作用力，並能稳定钙钛矿结构。而铯离子（Cs+）虽然无偶极矩，却仍然能稳定α相三碘合铅酸甲脒。相同道理，相較於純三碘合铅酸甲基铵，三碘合铅酸甲基铵-铯（CsxMA1−xPbI3）太陽能電池的热稳定性與轉換效率比較高。

### 二元的三碘合铅酸(铯/甲脒)体系
由于纯三碘合铅酸铯（CsPbI3）的α到δ相变温度比纯三碘合铅酸甲脒高，所以在室温下，具有光活性的α相三碘合铅酸铯的结构稳定度低，导致其转换效率比三碘合铅酸甲脒低。混合少许的铯到三碘合铅酸甲脒中可以降低相变温度，因而产生较高的转换效率。但三碘合铅酸甲脒-铯（CsxFA1−xPbI3）型太阳能电池，只有在铯含量低时（x=0.1~0.2），其转换效率及性能才高于三碘合铅酸甲脒。封装的三碘合铅酸甲脒-铯太阳能电池在连续白光照射下呈现长期稳定性，未封装的也能在低相对湿度的环境下长久储存。当铯含量增加时，粒径缩小，造成甲脒离子和碘的作用力增强，同时半峰全宽更为扩展，并且能隙增加，最终造成转换效率下降。融合高t值的三碘合铅酸甲脒与低t值的三碘合铅酸铯，可控制三碘合铅酸甲脒-铯的有效容忍因子（teffective）在0.8到1.0之间，其为最能稳定结构的t值范围。

### 二元的三碘合铅酸(铷/甲脒)体系
纯三碘合铅酸铷（RbPbI3）只有δ相，并非钙钛矿结构。但是，因为铷离子的半径较小，因此将铷掺入到三碘合铅酸甲脒中，形成三碘合铅酸甲脒-铷（RbxFA1−xPbI3），可以提高转换效率以及稳定性。然而，铷的含量只能为少量（x≤0.05），否则将造成相间隔离（phase segregation）。同时研究表明，三碘合铅酸甲脒-铷α到δ相变所需的能量和相变时间，都比纯三碘合铅酸甲脒还要少。除了温度以外，高湿度也会使钙钛矿结构发生α到δ相变。但是，掺入铷可以稳固在高湿度下的结构，也能增加长期的稳定性。透过测定自由能或是相对稳定能（relative stabilization energy，ΔEstabilization），可以解释为何掺入某些阳离子能够形成更稳定的钙钛矿结构。实验发现当掺入某些比例的铯离子时，使得自由能小于零，此时显示为较稳定的组态。藉由计算相对稳定能，也发现铯、铷离子在热力学上比甲脒离子更能形成稳定的钙钛矿结构。

### 二元的（氯/碘）合铅酸甲基铵与（氯/碘）合铅酸甲脒体系
相较于氯-碘合铅酸甲脒（FAPb(I/Cl)），氯-碘合铅酸甲基铵（MAPb(I/Cl)）有更多相关的研究，因为其载子扩散长度较长。合成氯-碘合铅酸甲基铵需要以碘化铅（PbI2）与碘甲胺（MAI）作为前驱物，并将两者溶解在二甲基甲酰胺（DMF）。而使用first deposition approach或一步法中，所需的碘化铅与碘甲胺的比例各有不同。虽然氯离子掺入碘合铅酸甲基铵形成氯-碘合铅酸甲基铵被证实能提高性能，但是许多研究却指出，仪器检测不到氯的存在。在FAPbI3中掺杂Cs和Eu离子，可以增强它在空气中的稳定性。

## 扩展阅读
- Tejuca, Luis G. . New York: Dekker. 1993: 382. ISBN 978-0-8247-8786-8.
- Mitchell, Roger H. . Thunder Bay, Ontario: Almaz Press. 2002: 318. ISBN 978-0-9689411-0-2.